# Hypsignathus monstrosus
Il pipistrello dalla testa a martello (Hypsignathus monstrosus H. Allen, 1861) è un pipistrello appartenente alla famiglia degli Pteropodidi, unica specie del genere Hypsignathus (H. Allen, 1861), endemico dell'Africa centrale.

## Etimologia
L'epiteto generico deriva dalla combinazione delle parole greche ύψος-, alto e -γνάθος, mascella, con chiara allusione al rostro notevolmente sproporzionato. Il termine specifico invece si riferisce all'aspetto grottesco della testa.

## Descrizione

### Dimensioni
Pipistrello di grandi dimensioni con la lunghezza della testa e del corpo tra 160 e 297 mm, la lunghezza dell'avambraccio tra 112 e 139 mm, la lunghezza del piede tra 25 e 40 mm, la lunghezza delle orecchie tra 25 e 41 mm, un'apertura alare fino a 75 cm e un peso fino a 419 g. È il più grande pipistrello africano.

### Caratteristiche craniche e dentarie
Il cranio presenta un rostro massiccio e lungo, compresso lateralmente ed elevato, la scatola cranica è piccola, rotonda e con la parte posteriore deflessa.
Sono caratterizzati dalla seguente formula dentaria:

### Aspetto
La pelliccia è corta, soffice e lanosa. Le parti dorsali sono bruno-grigiastre con dei riflessi bruno-rossastri sulla groppa e le zampe e un collare biancastro che si estende fino alle spalle dove i peli sono più chiari, lunghi e lanosi, mentre le parti ventrali sono leggermente più chiare. La testa è enorme, con un muso lungo che si sviluppa notevolmente verso l'alto e che termina in un cuscinetto carnoso appiattito formato dalle labbra. I maschi hanno due paia di sacche faringee e un paio di sacche aeree mascellari. La laringe è lunga circa la metà della lunghezza della colonna vertebrale ed occupa gran parte della scatola toracica. Queste notevoli modifiche anatomiche hanno la funzione di produrre potenti vocalizzi, utilizzati durante la stagione degli accoppiamenti per attrarre le femmine, le quali invece, sono più piccole e molto simili nell'aspetto alle specie di Epomops. La lingua è grande e massiccia, ricoperta di papille setolose dirette all'indietro. Le orecchie sono triangolari, bruno-nerastre e con due macchie bianche alla base anteriore e posteriore. Le ali sono bruno-nerastre, ricoperte di una peluria marrone sugli avambracci e di una striscia bianca lungo l'attaccatura ventrale sui fianchi e sono attaccate posteriormente alla base del secondo dito del piede. È privo di coda, mentre l'uropatagio è ridotto ad una sottile membrana lungo la parte interna degli arti inferiori. Sono presenti 3 creste palatali inter-dentali continue e 9 post-dentali sottili. Il cariotipo è 2n=36 FNa=68.

## Biologia

### Comportamento
Di giorno si rifugia singolarmente o in piccoli gruppi fino a 25 individui nel fogliame di grossi alberi a 20-30 metri dal suolo. Occasionalmente è stato osservato anche in una grotta, tra le rocce e in una capanna. Cambia i ricoveri ogni 5-9 giorni. Diviene attivo al tramonto quando dopo essersi curato la pelliccia raggiunge i luoghi dove nutrirsi o i territori di corteggiamento. Il volo è diretto negli spazi aperti, dove può percorrere fino a 10 km per raggiungere i luoghi dove trovare cibo, mentre è altamente manovrato nella vegetazione, dove può anche rimanere sospeso in aria.

#### Il Lek
Durante l'anno sono presenti due stagioni riproduttive della durata di 1-3 mesi ciascuna. Durante questi periodi 20-135 maschi si aggregano sugli alberi lungo corsi d'acqua in particolari territori larghi circa 40 metri e lunghi 400-1600 metri nei quali i vari esemplari entrano in competizione tra loro attraverso dei rituali costituiti principalmente da richiami e battiti d'ala per attrarre le femmine. Queste ultime volano lungo il territorio, scelgono un maschio e si posano accanto a lui. Successivamente avviene l'accoppiamento preceduto da un ronzio intermittente emesso dal maschio. Alla fine la femmina riparte e il compagno ritorna nel territorio ad esibirsi.

### Alimentazione
Si nutre di frutti di Mango, Annona, specie di Ceiba, Musanga cecropioides, Anthocleista, Chlorophora, specie di Ficus e di Musa, Guava, Adenia cissampeloides e specie di Solanum. Sono stati osservati mentre attaccavano del pollame e mangiare carcasse di piccoli uccelli.

### Riproduzione
Danno alla luce un piccolo alla volta due volte l'anno, la prima tra dicembre e febbraio mentre la seconda tra giugno e luglio, dopo una gestazione di 5-6 mesi. Le femmine raggiungono la maturità sessuale dopo 6 mesi, mentre i maschi dopo 3 anni.

## Distribuzione e habitat
Questa specie è diffusa in Guinea-Bissau, Sierra Leone, Liberia, Guinea, Costa d'Avorio, Burkina Faso occidentale, Ghana, Togo, Benin, Nigeria, Camerun, isola di Bioko, Rio Muni, Gabon, Repubblica del Congo, Repubblica Centrafricana meridionale, Repubblica Democratica del Congo nord-occidentale, Angola settentrionale, Uganda occidentale. Una popolazione isolata è presente in un'area dell'Etiopia occidentale.
Vive nelle foreste tropicali umide di pianura, foreste di palude, mangrovie, palmeti, fino a 1.800 metri di altitudine.

## Conservazione
La IUCN Red List, considerato il vasto areale, la popolazione numerosa, classifica H. monstrosus come specie a rischio minimo (Least Concern)).